# Charlie Morton (baseball, 1983)
Charles Alfred Morton (né le 12 novembre 1983 à Flemington, New Jersey, États-Unis) est un lanceur droitier des Braves d'Atlanta de la Ligue majeure de baseball.
Après avoir commencé sa carrière chez les Braves d'Atlanta en 2008, il évolue de 2009 à 2015 pour les Pirates de Pittsburgh et en 2016 avec les Phillies de Philadelphie.

## Carrière

### Braves d'Atlanta

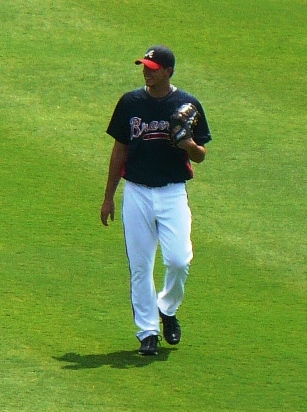
Charlie Morton en 2008 avec les Braves d'Atlanta.

Dès la fin de ses études secondaires à la Joel Barlow High School de Redding (Connecticut), Charlie Morton est repêché le 4 juin 2002 par les Braves d'Atlanta au troisième tour de sélection (95e choix).
Morton passe six saisons en ligues mineures au sein de l'organisation des Braves, sous les couleurs des GCL Braves (Rk, 2002), Danville Braves (Rk, 2003), Rome Braves (A, 2004-2005), Myrtle Beach Pelicans (A+, 2006), Mississippi Braves (AA, 2007) et Richmond Braves (AAA, 2008) avant de faire ses débuts en Ligue majeure le 14 juin 2008 et enregistre à cette occasion sa première victoire au plus haut niveau.

### Pirates de Pittsburgh

#### Saison 2009
Relégué en Triple-A en début de saison 2009, il est transféré chez les Pirates de Pittsburgh le 3 juin 2009 avec le lanceur Jeff Locke et le voltigeur Gorkys Hernández en retour du voltigeur Nate McLouth. Morton fait ses débuts sous l'uniforme des Pirates le 10 juin. Il débute la partie mais ne reste sur le monticule qu'une seule manche (un coup sûr et aucun point accordé) en raison du réveil d'une blessure.

#### Saison 2010
En 2010, une blessure éloigne Morton des terrains de ligue majeure pendant trois mois, du 27 mai au 29 août. En début de saison, sa moyenne de points mérités est catastrophique, avec 9,35 lors des dix sorties effectuées du 9 avril au 27 mai pour une victoire et neuf défaites. En fin de saison, sa moyenne de points de mérités est bien meilleure (4,26), pour une victoire et trois défaites.

#### Saison 2011
De retour pour une saison complète en 2011, il effectue 29 départs, conserve une moyenne de points mérités de 3,83 et remporte 10 victoires contre 10 défaites. C'est la meilleure moyenne de points mérités des lanceurs partants des Pirates en 2011 et le second plus haut total de victoires après les 12 gains de Kevin Correia. De tous les lanceurs du baseball majeur, Morton est celui qui accorde en moyenne le moins de coups de circuit à l'adversaire : 0,315 par tranche de 9 manches lancées.

#### Saison 2012
Une opération de type Tommy John au coude droit met fin prématurément à sa saison 2012. Avant cette blessure en juin, il effectue neuf départs mais ne remporte que deux victoires contre six défaites, avec une moyenne de points mérités de 4,65.

#### Saison 2013
Morton connaît sa meilleure saison avec les Pirates en 2013, au sein d'un personnel de lanceurs qui présente la 3e meilleure moyenne de points mérités collective de la Ligue nationale et mène le club à une première participation aux éliminatoires en 21 ans. Il amorce 20 matchs, remporte 7 victoires contre 4 défaites et affiche une moyenne de 3,26 points mérités accordés par partie en 116 manches lancées. Morton est le lanceur qui atteint le plus de frappeurs adverses dans la Nationale en 2013, soit 16, un de moins que Justin Masterson de la Ligue américaine. Il fait ses débuts en éliminatoires comme lanceur partant des Pirates le 7 octobre dans le 4e match de la Série de division de la Ligue nationale face aux Cardinals de Saint-Louis.

#### Saison 2014
Morton remporte 6 victoires contre 12 défaites en 26 départs en 2014, avec une moyenne de points mérités de 3,72 en 157 manches et un tiers lancées et un nouveau record personnel de 126 retraits sur des prises. Pour la seconde année de suite, il mène la Ligue nationale pour les frappeurs atteints, dominant même cette fois tous ses collègues des majeures avec 19.

#### Saison 2015
Opéré à la hanche vers la fin de la saison 2014, Morton rate le début de la saison 2015 et fait son retour au jeu le 25 mai face à Miami. Il effectue 23 départs en 2015 mais sa moyenne de points mérités, à la hausse, s'élève à 4,81 en 129 manches lancées. Il remporte 9 victoires contre 9 défaites.
Morton, qui fait partie de la poignée de joueurs des Pirates à avoir fait partie de l'équipe durant la transition entre un club qui semblait éternellement destiné à la dernière place vers l'un occupant à partir de 2013 les plus hauts échelons de la ligue, quitte Pittsburgh au terme de la saison 2015. En 7 saisons avec les Pirates, il a remporté 41 victoires contre 62 défaites en 142 départs, avec une moyenne de points mérités de 4,39 en 801 manches lancées au total.

### Phillies de Philadelphie
Le 12 décembre 2015, Morton est échangé aux Phillies de Philadelphie contre le lanceur droitier David Whitehead.

### Astros de Houston
Morton évolue pour les Astros de Houston en 2017.

## Statistiques
| Saison | Équipe     | G  | GS | CG | SHO | V  | D  | SV | IP    | SO  | ERA  |
| ------ | ---------- | -- | -- | -- | --- | -- | -- | -- | ----- | --- | ---- |
| 2008   | Atlanta    | 16 | 15 | 0  | 0   | 4  | 8  | 0  | 74.2  | 48  | 6,15 |
| 2009   | Pittsburgh | 18 | 18 | 1  | 1   | 5  | 9  | 0  | 97.0  | 62  | 4,55 |
| 2010   | Pittsburgh | 17 | 17 | 0  | 0   | 2  | 12 | 0  | 79.2  | 59  | 7,57 |
| Totaux | Totaux     | 51 | 50 | 1  | 1   | 11 | 29 | 0  | 251.1 | 169 | 5,98 |

Note: G = Matches joués ; GS = Matches comme lanceur partant ; CG = Matches complets ; SHO = Blanchissages ; 
V = Victoires ; D = Défaites ; SV = Sauvetages ; IP = Manches lancées ; SO = retraits sur des prises ; ERA = Moyenne de points mérités.